# Langosco
Langosco (Langùsch in dialetto lomellino) è un comune italiano di 362 abitanti della provincia di Pavia in Lombardia. Si trova nella Lomellina occidentale, presso la riva sinistra del Sesia, al confine con il Piemonte. Il fiume Sesia ha cambiato più volte il suo corso, formando prima ampie anse per poi riprendersi un corso più lineare: questo ha provocato lo spostamento di ampie zone da una sponda all'altra. Il territorio comunale di Langosco ha ora un'enclave sulla riva destra, inserito nel comune di Motta de' Conti, mentre questo comune piemontese mantiene la frazione Mantie e il suo territorio sulla sponda sinistra del fiume, fra i confini di Langosco e Candia.

## Storia

Vecchio stemma nella versione aulica

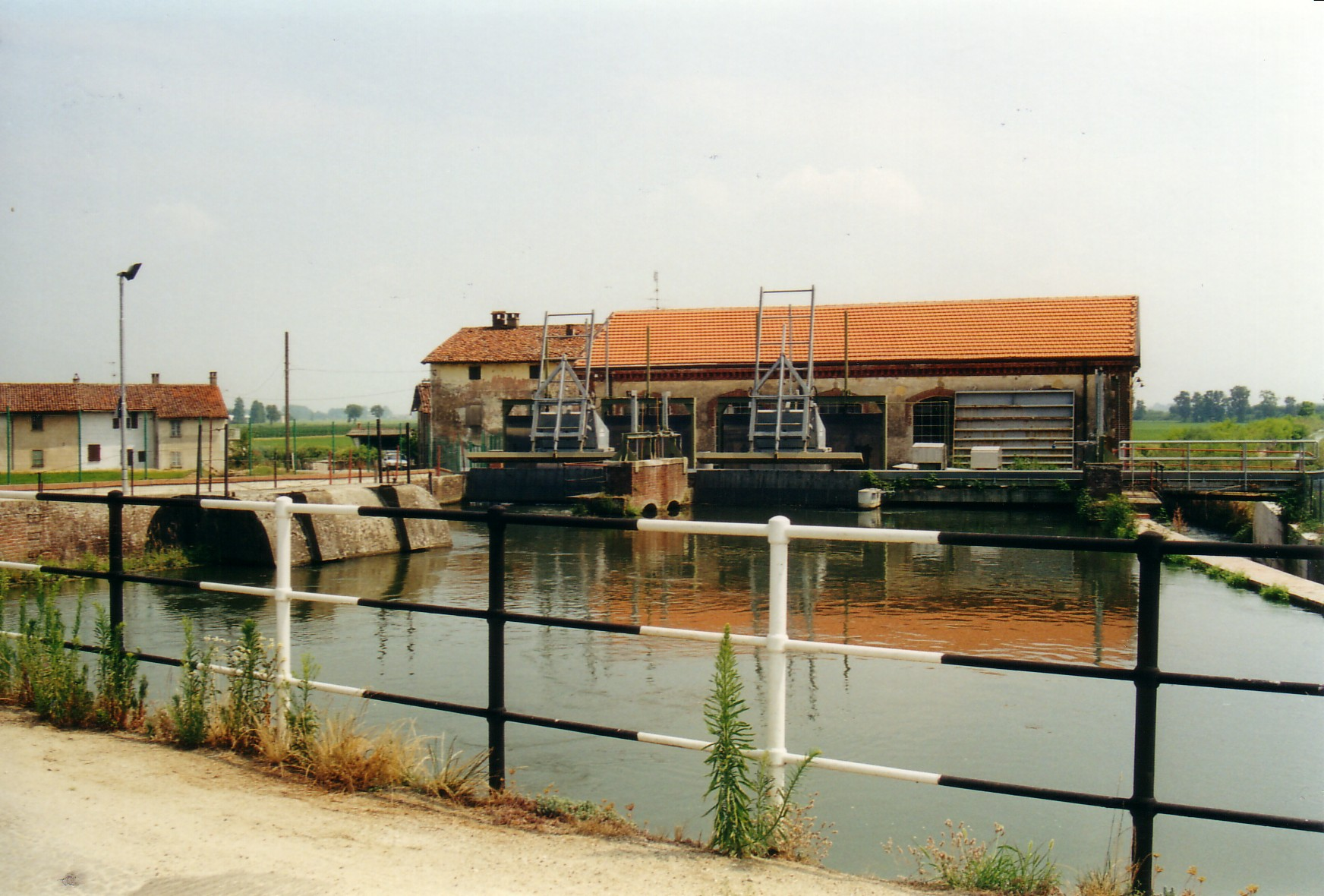
Centrale Idroelettrica

I numerosi ritrovamenti di reperti romani nella zona verso il fiume avvalorano l'ipotesi dell'origine romana del villaggio sulla strada che da Cozzo portava alla Gallia attraverso le alpi Cozie. Nell'882 fu donato dall'imperatore Carlo il Grosso al vescovo di Vercelli. Faceva parte della contea di Lomello, appartenente ai Conti palatini di Lomello. Nel 1164 è citato nel diploma con cui l'imperatore Federico I pose la Lomellina sotto il dominio di Pavia (che di fatto già l'esercitava da alcuni anni, da quando sottomise i conti palatini). Nel 1250 appare come Langoschum nell'elenco delle terre pavesi. La signoria locale era rimasta ai Conti palatini di Lomello, che nel XIII secolo si erano divisi in vari rami, di cui i Langosco costituivano la discendenza principale. I conti di Langosco tentarono così di trasformare il loro feudo in signoria, provocando una ritorsione dei vercellesi e del loro vescovo che, con un esercito, nel 1254 passarono il Sesia e distrussero il paese. 
Nel 1300 vi sono ancora tentativi di Filippone Langosco, appoggiato dai vescovi, di staccarsi da Pavia; nel 1310 alla discesa in Italia di Enrico o Arrigo IV, Filippone si allea con lui e ottenne la riconferma del feudo con tutti i diritti e i doveri (Il feudo sarà “camerale”). Dopo la sconfitta contro i Visconti, il paese passerà a Riccardino, figlio di Filippone, che morirà però durante un attacco visconteo nel 1315. I Visconti si impadronirono così di Pavia e misero fine anche alla signoria dei Langosco. 
I Langosco furono nuovamente infeudati dagli Sforza nel 1467; come molti antichi feudi, era tenuto per quote da diverse linee della stessa famiglia; essa manterrà la signoria fino alla fine del feudalesimo.
Durante il secolo XVII il paese subì numerose disgrazie: prima di tutto la peste del 1630 e successivamente numerose guerre fra francesi e spagnoli; nel 1635 durante l'assedio francese della vicina fortezza di Villata, nel 1658 prima dalle truppe spagnole e quindi l'anno successivo da quelle francesi condotte dal duca di Noailles, che saccheggiarono e incendiarono il paese costringendo la popolazione alla fuga. Stessa sorte toccò agli abitanti nel 1696 quando il territorio su saccheggiato prima dalle truppe tedesche e quindi da quelle franco-piemontesi.
Nel 1707 Langosco passò sotto il dominio sabaudo e nel 1762, con atto sovrano del Re di Sardegna, viene riconfermata l'investitura al conte Guido Antonio Langosco. In epoca napoleonica Langosco è unito al comune di Rosasco, nel 1814 torna autonomo e gli vengono uniti i comuni già soppressi di San Paolo Leria e Santa Maria Bagnolo, che sorgono a breve distanza dal centro sulla strada provinciale 21 in direzione di Candia.
- San Paolo Leria fu un comune autonomo nell'ambito del feudo di Langosco ricordato in diversi diplomi di Federico I e Arrigo VII; nel 1664 il feudo fu sequestrato ai Langosco e venduto ai Teggioni e da questi a un ramo dei Visconti che fecero dipingere il biscione sul castello del sec XV. Nel 1723 il territorio con la chiesa venne unito a Candia e nel 1749 tornò comune autonomo. Nuovamente soppresso in epoca napoleonica, fu definitivamente unito a Langosco nel 1818. Sussistono resti della vecchia chiesa in un magazzino agricolo.
- Santa Maria Bagnolo a partire dall'anno mille fu sede di un monastero benedettino, riconosciuto nel 1216 da Innocenzo III come dipendenza dell'abbazia di San Michele delle chiuse (Val di Susa). Abolito già prima della fine del medioevo, il monastero divenne una cascina agricola, e la chiesetta romanica del secolo XI viene più volte descritta in rovina: è tuttora visibile dalla strada l'abside romanica.

Nel 1164 è citato nel diploma di Federico I come Bagnolo, e così anche nell'elenco delle terre pavesi del 1250. Fece poi parte del feudo di Langosco. Fu soppresso in epoca napoleonica e unito a Rosasco, e poi definitivamente a Langosco nel 1818. Il fondo agricolo fu ceduto nel 1856 dai canonici di Giaveno alla famiglia Bergamasco. Interessante il fabbricato dell'officina idroelettrica che sfrutta le acque del Roggione di Sartirana. La centrale, attiva fin dai primi anni del '900, fu dismessa negli anni sessanta con la nascita del monopolio Enel (1963) e riattivata di recente. Attualmente è di proprietà di I.S.E.A. Srl. e ha una produzione di circa 800 000 kWh/annui.

### Simboli
Lo stemma e il gonfalone del comune di Langosco sono stati concessi con decreto del presidente della Repubblica del 20 dicembre 2013.
Il gonfalone è un drappo di giallo.
Il comune ha utilizzato a lungo come proprio stemma quello della famiglia Langosco (troncato di rosso e di azzurro) che è lo sfondo dell'emblema civico attuale.

## Monumenti e luoghi d'interesse
A Langosco sorgeva una forte rocca a difesa del confine sul Sesia che venne distrutta nel secolo XV da una piena del fiume. La stessa piena atterrò anche le chiese di San Salvatore e di Santa Maria mentre gravi danni subì la chiesa di San Martino che venne riedificata nei primi anni del '600. Purtroppo gli scontri franco-spagnoli la ridussero ancora in rovina e nel 1780 l'uso della chiesa venne interdetto dalle autorità. Le funzioni religiose furono spostate nel vicino oratorio di San Domenico, fino a che nel 1815 fu intrapresa la costruzione della nuova chiesa su progetto dell'architetto casalese Giovanni Antonio Vigna che la ultimò nel 1824. Si presenta con una bella facciata neoclassica con quattro lesene e capiteli ionici e un bell'affresco nella lunetta sopra il portale raffigurante il vescovo san Martino che, con il dono del mantello, fece rifiorire l'estate. L'interno a navata unica è invece in stile barocco piemontese.
Per tradizione si individuano i resti del castello medievale in alcuni edifici al limite dell'abitato verso Rosasco dove sorge una villa padronale con parco e una torre si uso civile che alcuni studiosi pensano racchiuda, sotto le sovrastrutture settecentesche, le murature di una costruzione più antica.
La chiesa di San Domenico viene ricordata per la prima volta in una visita pastorale del 1574, ma dopo l'incendio del paese, fu riedificata nel 1672 e divenne la sede della Compagnia del Rosario o dei batù, fino all'estinzione dell'ultimo cappellano (1955).
Nel centro abitato sorgono alcuni bei palazzi padronali di cui il più significativo è il palazzo comunale del 1775.

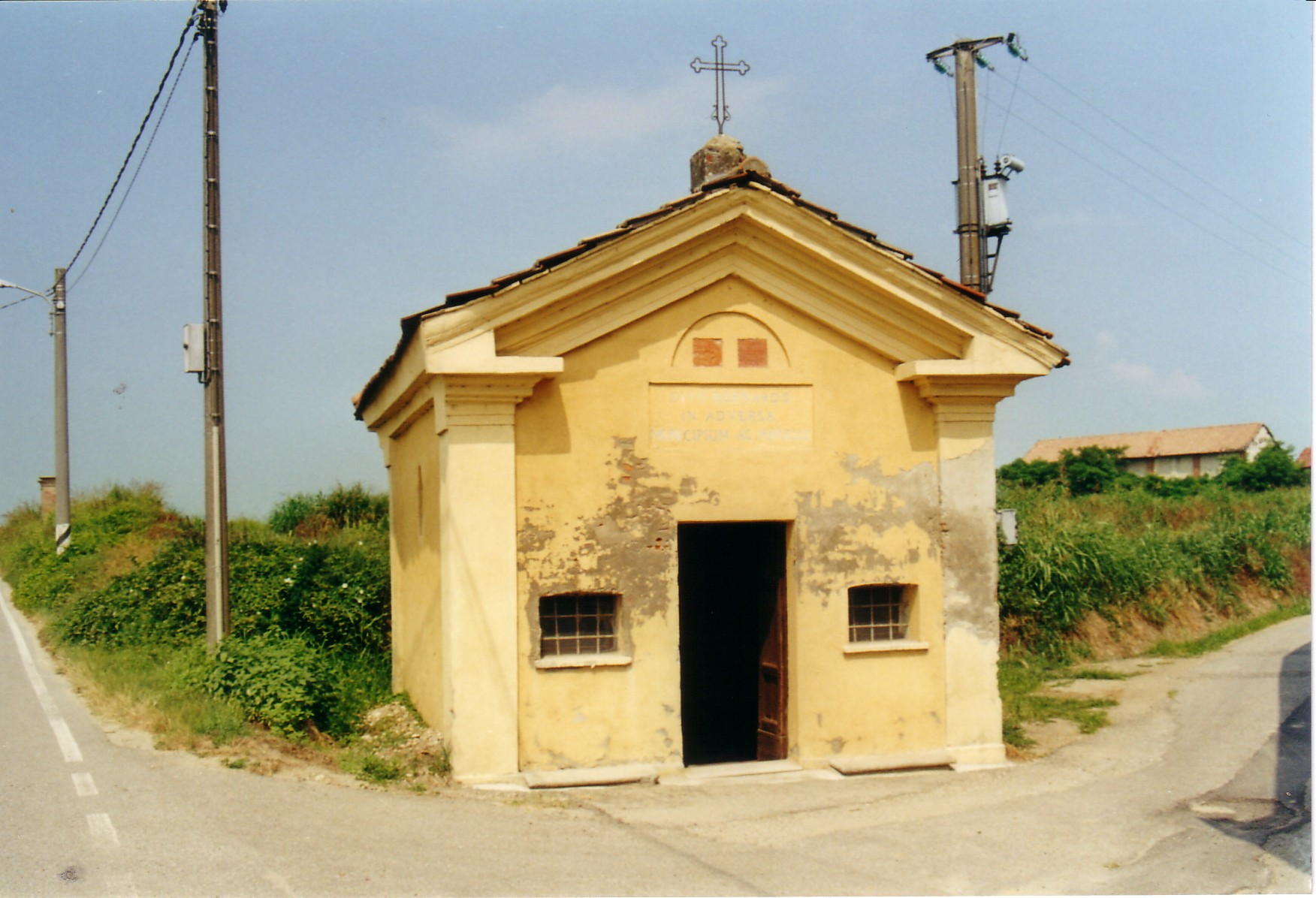
Chiesa di San Bernardo

Sulla strada per Rosasco sorgono due piccole cappelle: la prima, in località Palazzo, è dedicata a san Bernardo di Mentone. Un'iscrizione sulla facciata indica l'anno di costruzione 1537; nel 1861 fu restaurata. All'interno si conservano affreschi della scuola di Bernardino Lanino. La seconda sorge all'incrocio della strada provinciale con il tracciato dell'antica strada romana. È dedicata a santa Giuliana e fu eretta come lazzaretto durante la peste del 1630. Restaurata nel 1706 e ancora nel 1839 è molto cara agli abitanti del luogo e la statua della santa è invocata contro le malattie nervose.
Negli anni di siccità, quando il Sesia è in secca, riaffiorano i piloni e i resti del ponte romano. L'ultimo affioramento delle rovine è stato registrato e documentato nell'estate del 2015.

## Società

### Evoluzione demografica
- In cento anni la popolazione residente si è ridotta addirittura a un quinto di quella presente nel 1911.

Abitanti censiti

## Cultura

### Eventi

#### Sagra del Buongustaio
Nel mese di luglio si svolge l'annuale appuntamento gastronomico,
dove si potranno gustare antipasti tipici lomellini uniti a quelli della tradizione piemontese di confine.